# Cataluña del Norte

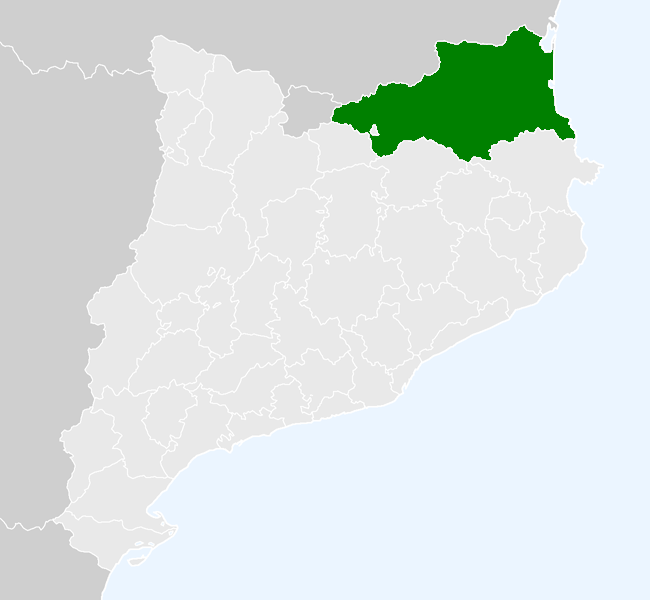
Pirineos Orientales con respecto a la comunidad autónoma española de Cataluña.

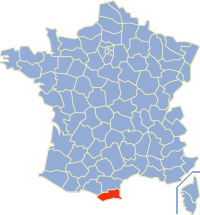
Situación de Pirineos Orientales en Francia.

Cataluña del Norte, Cataluña Norte (en catalán, Catalunya del Nord o Catalunya Nord; en francés, Catalogne Nord o Catalogne du Nord) o Cataluña francesa es la traducción al español de un término acuñado en la década de 1930 por el escritor francés de ideología nacionalista catalana Alfons Miàs para denominar a las partes del departamento francés de Pirineos Orientales donde se habla o hablaba catalán.

## Situación lingüística
Debido a la fuerte presencia del francés, única lengua oficial de la República Francesa, es el territorio del dominio lingüístico catalán que presenta la menor tasa en competencias lingüísticas. La lengua se encuentra en una situación precaria: es hablada esencialmente en el medio rural y la transmisión familiar de la lengua se ha visto en gran parte interrumpida desde hace treinta años. En 2009, el 13,9 % de los alumnos de la educación primaria o secundaria habían recibido una enseñanza de o en catalán.